# レズリー・スティーヴン

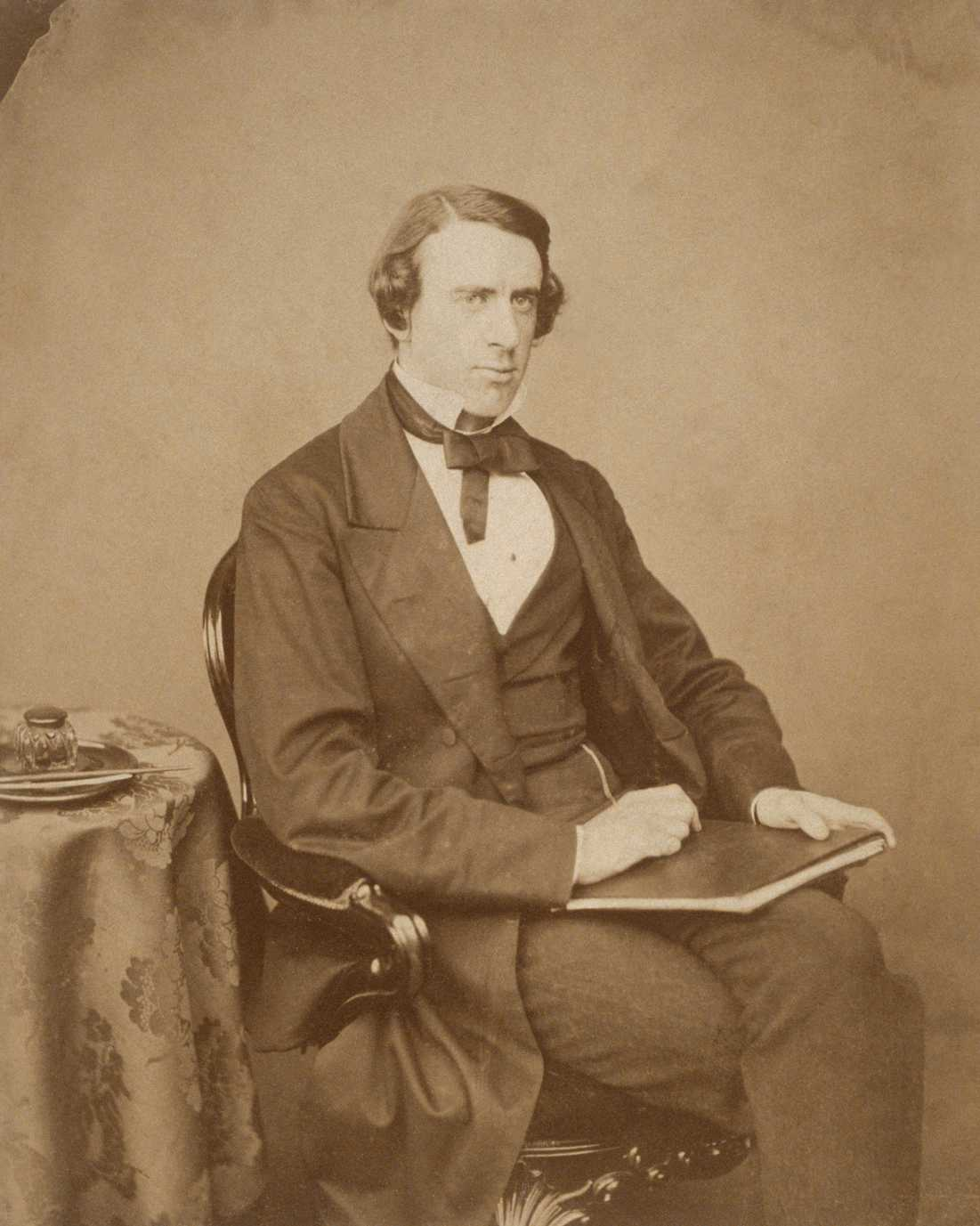
L.スティーヴン

レズリー・スティーヴン（Leslie Stephen、1832年11月28日 - 1904年2月22日）はイギリスの文学史家、思想史家、登山家。『英国人名辞典』の主幹。画家ヴァネッサ・ベル、小説家ヴァージニア・ウルフは娘にあたる。

## 生涯
植民次官を父としてロンドンに生まれた。幼時は健康が優れず、3度小学校を変えた。1848年、ロンドンのキングズ・カレッジに入学して歴史の講義を聴き、翌年ケンブリッジのトリニティ・ホールに入学し、1年で数学の奨学金を獲得した。1854年に数学の学位を取る一方、ケンブリッジ大学のフェローシップを獲得し、1855年に副牧師に任命されて1859年に牧師となった。
文学や哲学への志向が深まり、ミル、コント、カントを研究した結果として、キリスト教の歴史的事実に疑いを持つようになり、1862年の夏に学生監の職を辞し、牧師として説教をする義務から解放された。アメリカ南北戦争に興味を持ち、奴隷解放を支持していたスティーヴンは1863年にアメリカに渡り、詩人のジェームズ・ラッセル・ローウェル（James Russell Lowell）などと親交を結んだ。ホワイト・ハウスでリンカーン大統領と面会して従来の主張の正しさを確信し、帰国後もイギリスにおける南部支持を反駁する論陣を張った。
1864年にケンブリッジからロンドンに移り住み、『土曜評論』誌に寄稿し始め、1866年から1873年までニューヨークで発行されている「ネイション」誌へイギリスの政治に関する記事を寄せた。『コーンヒル』誌に文芸批評を書き、雑誌の主幹としてスティーヴンソン、トーマス・ハーディ、ヘンリー・ジェームズなどと知り合う。1867年、サッカレーの娘と結婚し、南ケンジントンに居を定めた。1868年に再びアメリカを訪問し、哲学者ラルフ・エマソンや法律家のウェンデル・ホームズと交わる。イギリスでは小説家のメレディスともっとも親しく、その小説『エゴイスト』の登場人物、ヴァーノン・ウィットフォードのモデルとされた。
1881年11月、『英国人名辞典』 (Dictionary of National Biography) の編纂主幹となり、1886年に第1巻が出版され、その後3ヶ月ごとに続刊が刊行された。第20巻まで公刊した1891年、激務による過労のため主幹を辞めたが、主要なる寄稿者としても378の記事（約1000ページの資料）を提供している。アディソン、バーンズ、バイロン、カーライル、コールリッジ、デフォー、ディケンズ、ドライデン、ゴールドスミス、ヒューム、マコーリー、ミル父子、ミルトン、ポープ、スコット、スウィフト、サッカレー、ワーズワースなどがその主なる記事である。
1883年にトリニティ・カレッジの講師として18世紀のイギリス文学を講義し、1885年にヘンリー・フォーセットの伝記を書く。1892年にテニソンの跡を継いでロンドン図書館の館長となり、1902年にバス上級勲章士（K.C.B.)となった。
スティーヴンのもっとも大きな仕事は『英国人名辞典』の編纂だが、主著は『イギリス功利主義者』と『十八世紀イギリス思想史』である。後者の第1章（哲学的基盤）を夏目漱石が『文学評論』の巻頭で原文のまま詳細に紹介している。

## 登山
スティーブンはアルプス黄金時代の代表的な登山家である。ガイドのメルヒオール・アンデルエッグらと共に多くの初登頂を成し遂げた。英国山岳会に創設年の1957年から参加し、1865年から1868年まで会長を務めた。
以下に初登頂を果たした山を記す。
- ヴィルトシュトルーベル（英語版） (3,244 m) – 1858年9月11日 （トーマス・W・ヒンチリフ、M・アンデルエッグ と）
- ビーチホルン（英語版） (3,934 m) – 1859年8月13日 （Anton Siegen、Johann Siegen、Joseph Ebener と）
- リンプフィッシュホルン（英語版） (4,199 m) – 1859年9月9日 （Robert Living、M・アンデルエッグ、Johann Zumtaugwald と）
- アルプフーベル (4,206 m) – 1860年8月9日 （トーマス・W・ヒンチリフ、M・アンデルエッグ、Peter Perren と）
- ブリュムリスアルプホルン（英語版） (3,661 m) – 1860年8月27日 （Robert Living、M・アンデルエッグ、F. Ogi、P. Simond、J. K. Stone と）
- シュレックホルン（英語版） (4,078 m) – 1861年8月16日 （Ulrich Kaufmann、Christian Michel、Peter Michel と）
- ディスグラツィア山（英語版） (3,678 m) – 1862年8月23日 （E・S・ケネディ、Thomas Cox、M・アンデルエッグ と）
- ツィナールロートホルン（英語版） (4,221 m) – 1864年8月22日 （フローレンス・クロフォード・グローブ、ヤーコプ・アンデルエッグ、M・アンデルエッグ と）
- モン・マレー（英語版） (3,989 m) – 1871年9月4日 （G. Loppe、F. A. Wallroth、M・アンデルエッグ、Ch. Tournier、A. Tournier と）

## 主な著作
- Essays on Free Thinking and Plain Speaking　(1873年)
- The History of English Thought in the Eighteenth Century　(1876年) 
  - 『十八世紀イギリス思想史』、中野好之訳

筑摩書房：筑摩叢書（上中下）、1969～70年、復刊1985年
- An Agnostic's Apology　(1876年)
- The Science of Ethics　(1882年)
- Swift　(1882年)
  - 『スウィフト伝　「ガリヴァー旅行記」の政治学』

高橋孝太郎訳、彩流社、1999年／旧版：一穂社、1996年
- Social Science and duties　(1896年)
- The English Utilitarians　(1900年)
- Early Impressions　(1903年)
- English Literature and society in the Eighteeth Century　(1904年)
  - 『十八世紀における英文学と社会』、岡本圭次郎訳、研究社選書、1956年

小著で、旧版は1936年（研究社）、なお著書(原文)は数十冊上梓された。